# اسراء

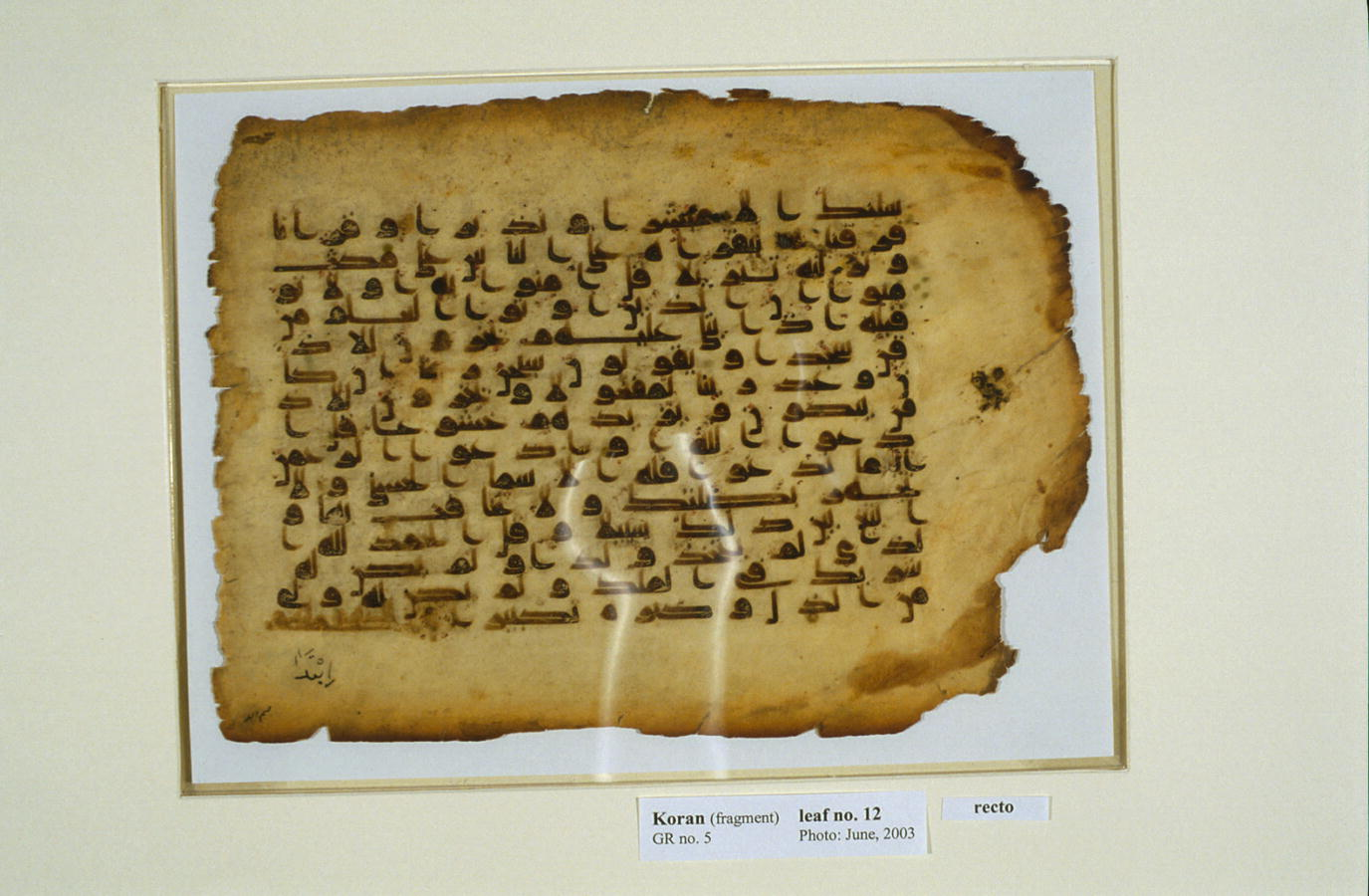
نسخه خطی آیات ۱۰۵ تا ۱۱۱ سوره اسراء، متعلق به قرن نهم میلادی

سوره اسراء یا بنی اسرائیل نام سوره هفدهم قرآن است. این سوره از سور مکی است. واژه اسراء در عربی به معنی سیر شبانه است و در آیه اول این سوره به‌طور خاص به سفر محمد از مسجد الحرام به مسجد الاقصی اشاره می‌کند. در آیات بعدی این سوره به داستانهایی از قوم بنی‌اسرائیل پرداخته شده و از این رو به آن سوره بنی اسرائیل هم می‌گویند.